# Ratpenat frugívor maculat
El ratpenat frugívor maculat (Balionycteris maculata) és el ratpenat frugívor més petit de tot el món.
Es troba al sud de Tailàndia, Malàisia i Borneo.